# UTC+11
UTC+11 je vremenska zona.

## Kao standardno vreme (cele godine)
- Federalne Države Mikronezije:
  -  Kosrae,  Ponpei i okolna područja
- Rusija - Vladivostočko vreme (MV+7; UTC+11 od 2011)
  -  Primorska Pokrajina (uključujući Vladivostok)
  -  Sahalinska oblast
    - Ostrvo Sahalin — (bez Kurilskih ostrva) (od 1997)

  -  Habarovska Pokrajina
  -  Jakutija Centralni deo
  -  Jevrejska autonomna oblast
- Solomonska Ostrva
- Vanuatu

Zavisne teritorije:
- Nova Kaledonija (Francuska)

## Kao letnje ukazno vreme (leto na južnoj hemisferi)
- Australija: 
  -  Australijska Prestonička Teritorija
  -  Novi Južni Vels (osim Brouken Hila i ostrva Lorda Haua)
  -  Tasmanija
  -  Viktorija